# Kategoria Superiore 2020-2021
La Kategoria Superiore 2020-2021 è stata l'82ª edizione della massima serie del campionato albanese di calcio, iniziata il 4 novembre 2020 e terminata il 26 maggio 2021. Il Tirana era la squadra campione in carica. Il Teuta ha conquistato il titolo per la seconda volta nella sua storia.

## Stagione

### Novità
Apolonia Fier e Kastrioti sono state promosse dalla Kategoria e Parë, al posto delle retrocesse Flamurtari Valona e Luftëtari.

### Formato
La squadra campione è ammessa al primo turno di qualificazione della UEFA Champions League 2021-2022.

La seconda e la terza classificata sono ammesse al primo turno di qualificazione della UEFA Europa Conference League 2021-2022.

La terz'ultima classificata disputa i play-out.

Le ultime due classificate sono retrocesse direttamente in Kategoria e Parë.

## Squadre partecipanti
| Club             | Città   | Stadio                   | Posizione 2019-2020                       |
| ---------------- | ------- | ------------------------ | ----------------------------------------- |
| Apolonia Fier    | Fier    | Stadiumi Loni Papuçiu    | 1º posto nel Girone B in Kategoria e Parë |
| Bylis Ballsh     | Ballsh  | Stadio Adush Muça        | 7º posto in Kategoria Superiore           |
| Kastrioti        | Kruja   | Stadio Kamëz (Kamëz)     | 1º posto nel Girone A in Kategoria e Parë |
| Kukësi           | Kukës   | Elbasan Arena (Elbasan)  | 2º posto in Kategoria Superiore           |
| Laçi             | Laç     | Stadio Laçi              | 3º posto in Kategoria Superiore           |
| Partizani Tirana | Tirana  | Stadiumi Selman Stërmasi | 6º posto in Kategoria Superiore           |
| Skënderbeu       | Coriza  | Stadio Skënderbeu        | 4º posto in Kategoria Superiore           |
| Teuta            | Durazzo | Stadio Niko Dovana       | 5º posto in Kategoria Superiore           |
| Tirana           | Tirana  | Stadiumi Selman Stërmasi | Campione d'Albania                        |
| Vllaznia         | Scutari | Stadio Loro-Boriçi       | 8º posto in Kategoria Superiore           |

## Classifica finale
|                    | Pos. | Squadra          | Pt | G  | V  | N  | P  | GF | GS | DR  |
| ------------------ | ---- | ---------------- | -- | -- | -- | -- | -- | -- | -- | --- |
| Albania (bandiera) | 1.   | Teuta            | 66 | 36 | 17 | 15 | 4  | 42 | 16 | +26 |
|                    | 2.   | Vllaznia         | 66 | 36 | 19 | 9  | 8  | 44 | 22 | +22 |
|                    | 3.   | Partizani Tirana | 65 | 36 | 17 | 14 | 5  | 53 | 23 | +30 |
|                    | 4.   | Laçi             | 61 | 36 | 16 | 13 | 7  | 41 | 26 | +15 |
|                    | 5.   | Tirana           | 58 | 36 | 15 | 13 | 8  | 41 | 26 | +15 |
|                    | 6.   | Kukësi           | 45 | 36 | 13 | 6  | 17 | 47 | 48 | -1  |
|                    | 7.   | Skënderbeu       | 37 | 36 | 9  | 10 | 17 | 34 | 55 | -21 |
|                    | 8.   | Kastrioti        | 35 | 36 | 8  | 11 | 17 | 26 | 44 | -18 |
|                    | 9.   | Bylis Ballsh     | 31 | 36 | 7  | 10 | 19 | 28 | 51 | -23 |
|                    | 10.  | Apolonia Fier    | 21 | 36 | 4  | 9  | 23 | 22 | 67 | -45 |

Legenda:
      Campione di Albania e ammessa alla UEFA Champions League 2021-2022
      Ammesse alla UEFA Europa Conference League 2021-2022
  Partecipa ai play-out.
      Retrocesse in Kategoria e Parë 2021-2022
Tre punti per la vittoria, uno per il pareggio, zero per la sconfitta.

## Risultati

### Prima fase (1ª-18ª giornata)
|                  | ApF | BBa | Kas | Kuk | Laç | PTi | Skë | Teu | Tir | Vll |
| Apolonia Fier    |     | 2-2 | 2-1 | 1-3 | 1-0 | 0-3 | 1-0 | 0-1 | 0-1 | 0-1 |
| Bylis Ballsh     | 3-1 |     | 2-1 | 0-3 | 1-1 | 1-2 | 0-2 | 0-0 | 0-0 | 0-1 |
| Kastrioti        | 1-1 | 1-0 |     | 1-0 | 1-0 | 2-1 | 2-2 | 0-1 | 1-1 | 0-3 |
| Kukësi           | 1-0 | 2-1 | 0-1 |     | 1-0 | 0-2 | 3-1 | 0-3 | 0-0 | 0-1 |
| Laçi             | 6-1 | 2-0 | 1-1 | 3-2 |     | 3-2 | 1-1 | 1-0 | 0-1 | 1-0 |
| Partizani Tirana | 1-1 | 0-0 | 2-0 | 4-1 | 0-0 |     | 4-0 | 0-0 | 1-0 | 0-0 |
| Skënderbeu       | 1-1 | 4-3 | 1-2 | 0-4 | 1-1 | 1-2 |     | 1-3 | 1-1 | 0-2 |
| Teuta            | 1-0 | 2-0 | 1-1 | 0-0 | 1-1 | 1-1 | 1-1 |     | 1-1 | 0-0 |
| Tirana           | 3-0 | 0-0 | 2-1 | 2-0 | 0-1 | 0-0 | 2-0 | 0-1 |     | 1-1 |
| Vllaznia         | 2-0 | 1-0 | 0-0 | 2-4 | 1-2 | 1-0 | 5-1 | 1-0 | 3-2 |     |

### Seconda fase (19ª-36ª giornata)
|                  | ApF | BBa | Kas | Kuk | Laç | PTi | Skë | Teu | Tir | Vll |
| Apolonia Fier    |     | 0-1 | 2-1 | 0-3 | 0-1 | 1-1 | 1-2 | 0-2 | 1-1 | 0-6 |
| Bylis Ballsh     | 1-0 |     | 1-1 | 2-1 | 0-1 | 2-4 | 1-0 | 1-1 | 0-0 | 0-1 |
| Kastrioti        | 0-0 | 1-1 |     | 0-3 | 0-0 | 0-3 | 0-2 | 1-2 | 1-2 | 0-1 |
| Kukësi           | 1-1 | 2-1 | 1-2 |     | 1-2 | 1-2 | 0-1 | 0-2 | 2-2 | 3-1 |
| Laçi             | 1-1 | 2-1 | 1-0 | 2-0 |     | 2-2 | 0-0 | 0-0 | 1-2 | 0-0 |
| Partizani Tirana | 1-0 | 3-0 | 3-1 | 4-0 | 1-1 |     | 0-1 | 0-0 | 0-0 | 0-1 |
| Skënderbeu       | 2-0 | 2-1 | 0-1 | 2-1 | 0-2 | 1-1 |     | 0-1 | 0-0 | 1-1 |
| Teuta            | 6-1 | 4-0 | 0-0 | 2-2 | 1-0 | 0-1 | 2-0 |     | 0-2 | 1-0 |
| Tirana           | 5-2 | 2-0 | 1-0 | 0-2 | 0-1 | 1-2 | 3-1 | 0-1 |     | 1-0 |
| Vllaznia         | 1-0 | 1-2 | 1-0 | 0-0 | 2-0 | 0-0 | 2-1 | 0-0 | 1-2 |     |

## Spareggio promozione-retrocessione
|           | Risultati |        | Luogo e data           |
| --------- | --------- | ------ | ---------------------- |
| Kastrioti | 2 - 1     | Tomori | Tirana, 30 maggio 2021 |
|           |           |        |                        |

## Statistiche

### Individuali

#### Classifica marcatori[2]
| Gol | Rigori |  | Giocatore          | Squadra          |
| --- | ------ |  | ------------------ | ---------------- |
| 16  | 5      |  | Dejvi Bregu        | Teuta            |
| 15  | 2      |  | Patrick Friday Eze | Kukësi           |
| 15  | 6      |  | Agim Ibraimi       | Kukësi           |
| 12  | 1      |  | Ardit Hoxhaj       | Vllaznia         |
| 11  | 2      |  | Haris Dilaver      | Vllaznia         |
| 10  | 3      |  | Beji Anthony       | Bylis Ballsh     |
| 10  | 1      |  | Devid              | Kastrioti        |
| 10  |        |  | Lorenco Vila       | Teuta            |
| 9   | 2      |  | Jasir Asani        | Partizani Tirana |
| 9   | 1      |  | Idriz Batha        | Tirana           |